# Reinaldo Merlo
Reinaldo Carlos Merlo (Buenos Aires, 20 de mayo de 1950), conocido por su apodo Mostaza Merlo, es un exfutbolista y exentrenador argentino. Jugó de mediocampista toda su carrera como futbolista en River Plate, y como entrenador, es ídolo de Racing Club.
La gente cree que le decían «Mostaza» por el color de su pelo, varias veces retocado con alguna de las mejores tinturas de la época. Lo cierto es que él mismo se ocupó de desmentir la versión: «De chico me dicen Mostaza porque iba a todos lados con mi viejo y a él le decían Pancho». Jugó toda su vida en el Club Atlético River Plate, en donde fue considerado uno de los mejores defensores de todos los tiempos.
Desde su retiro se desempeña como director técnico de River Plate y Racing Club, entre otros. Es reconocido también por su famosa frase «paso por paso», usada por él en el Torneo Apertura 2001, cuando salió campeón con Racing Club.

## Trayectoria

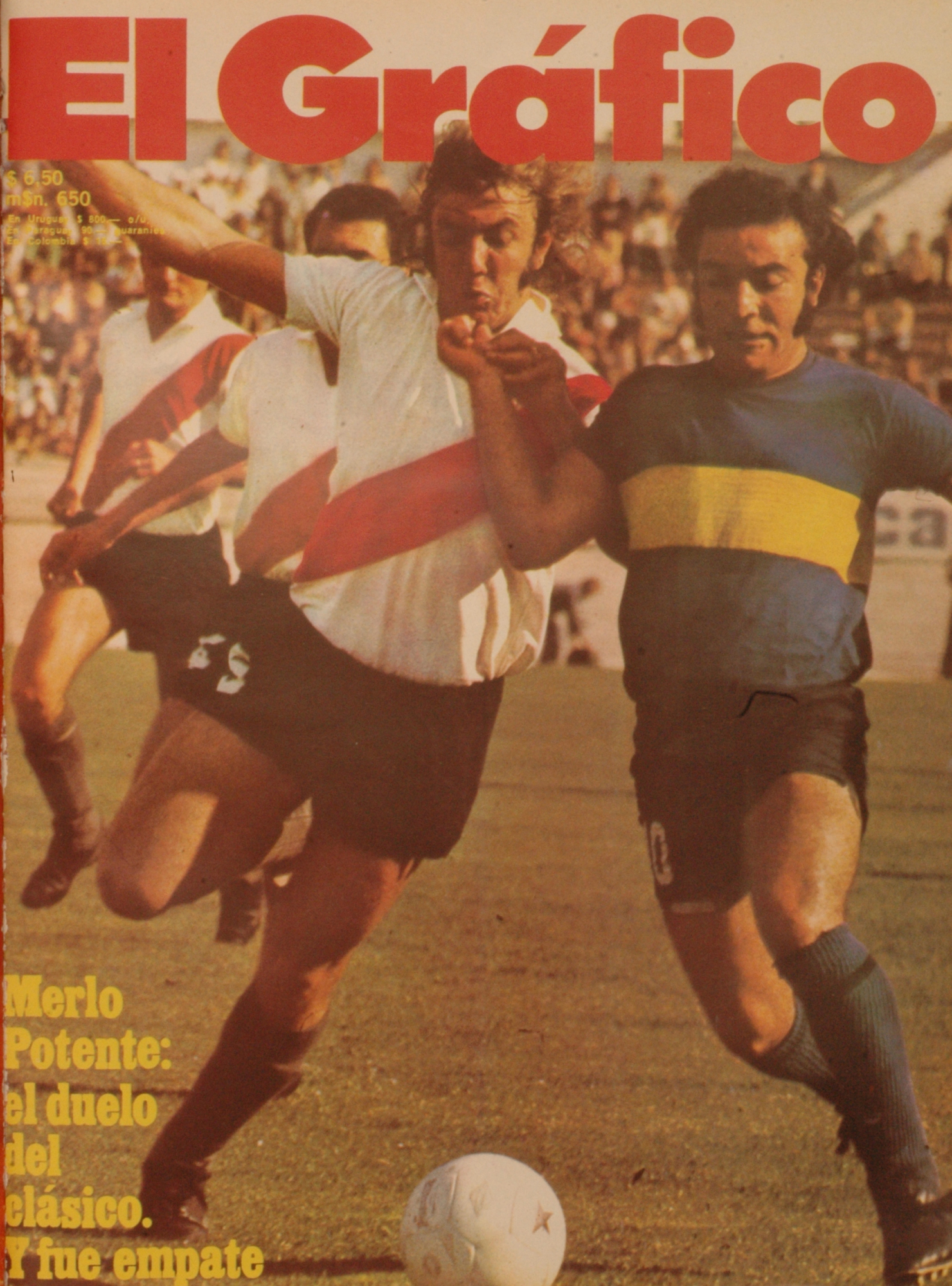
Merlo y Potente (River y Boca) en 1974.

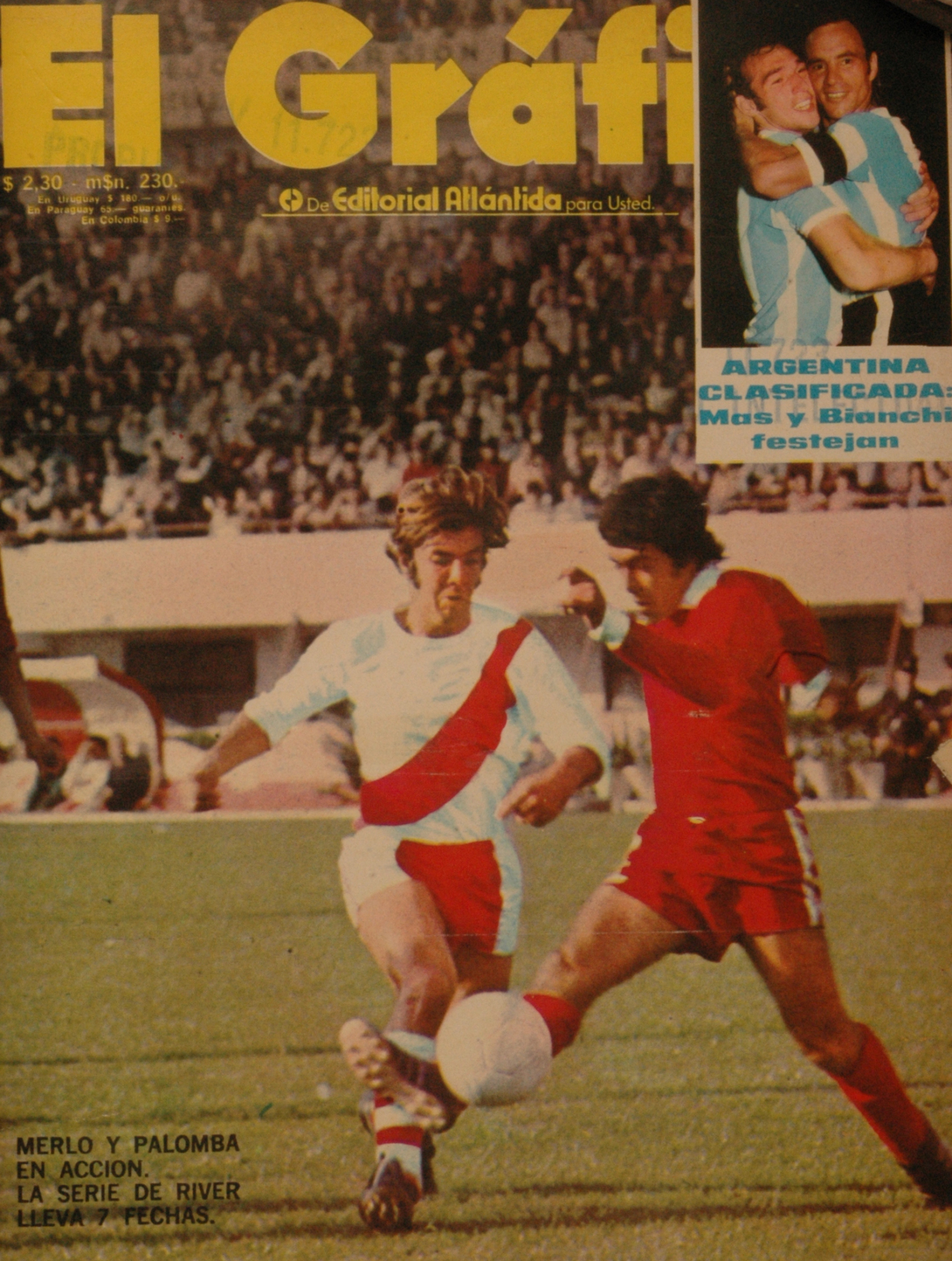
Merlo y Palomba (River e Independiente) en 1972.

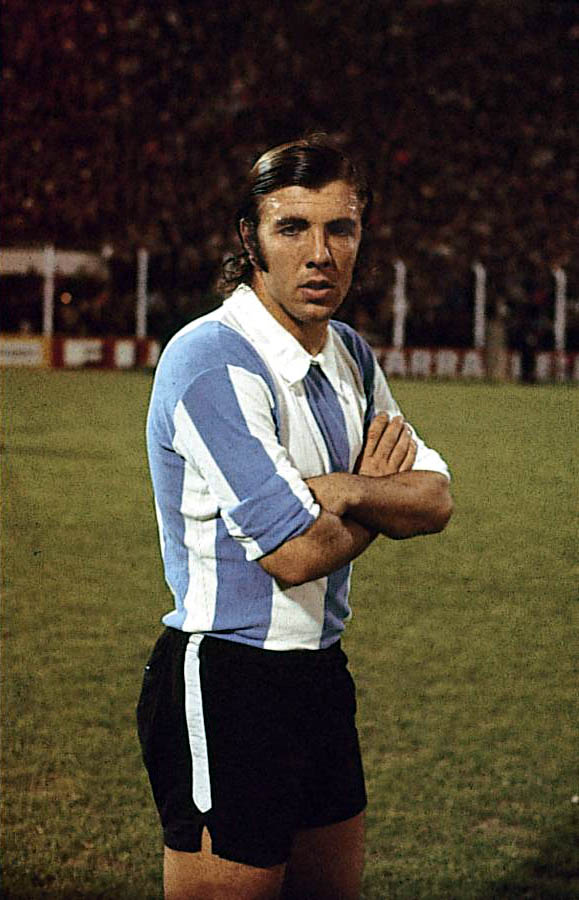
Mostaza Merlo con la Selección Argentina en 1972

Reinaldo Merlo es un recordado mediocampista de River Plate (único equipo en el que jugó), donde jugó desde 1969 a 1984. Jugó 3 partidos para la selección argentina. En su destacada historia como jugador, ganó 7 campeonatos locales. Tiene el récord de partidos jugados contra Boca Juniors, con 35 presencias de carácter oficial.
Como entrenador dirigió a River Plate en dos etapas: 1989/90 y 2005. También entrenó a Chacarita Juniors (1997) Deportes Temuco de Chile (1998), Belgrano (2000), Racing Club (en tres etapas: 2001 y 2006 y 2013), Estudiantes de La Plata (2005), al Atlético Nacional de Medellín (1999), Barcelona Sporting Club (2008), Rosario Central (2010) y a los seleccionados argentinos juveniles (1990/94). A su vez, fue ayudante de campo de Alfio Basile en el seleccionado mayor de Argentina.
En su primera etapa en River Plate obtuvo el segundo puesto en la primera ronda del torneo 1989/1990, tras lo cual renunció al ser electo como presidente del club Alfredo Davicce.
En Racing Club obtuvo el Torneo Apertura 2001, concluyendo con una sequía de 35 años sin títulos a nivel local para el club de Avellaneda, y, en agradecimiento, los hinchas le construyeron una estatua en el estadio.
En Estudiantes logró realizar una buena campaña que permitió la clasificación a la Copa Libertadores.
En su segunda etapa en River Plate el equipo tuvo una mala actuación y Reinaldo Merlo mantuvo una tensa relación con los futbolistas, en especial con Marcelo Gallardo, tras lo cual decidió renunciar a comienzos de 2006.
En mayo de 2006 asumió nuevamente como entrenador de Racing Club. Fue despedido en abril de 2007 por serias desavenencias con Fernando De Tommasso, presidente de la gerenciadora que estaba al frente de la Academia. Cuando Marcelo Gallardo se le opuso, él dijo que "en Racing jamás hubiese sucedido algo semejante, ya que los ídolos están un escalón por debajo de la fantástica hinchada".
A mediados del 2008, Reinaldo Merlo fue contratado como Director Técnico del Barcelona Sporting Club. Lo dirigió en la segunda etapa de un torneo donde sólo clasificaba a la liguilla final el primero de cada grupo. Clasificó invicto luego de 10 partidos, pero posteriormente terminó quinto (de seis equipos) y no pudo clasificar a la Copa Libertadores 2009 (clasificaban los primeros cuatro). Su juego se caracterizó por ser muy defensivo: solía ponerse rápidamente en ventaja y luego se dedicaba a proteger el resultado. Gracias a esta estrategia, el arquero Santillo rompió un récord histórico en Barcelona como el arquero con más minutos con el arco invicto, y el segundo en la historia del Ecuador. El contrato concluyó el 7 de diciembre del 2008, y no fue renovado.
El 2 de marzo de 2009, Reinaldo Merlo fue contratado para dirigir a Rosario Central con el objetivo de mantener el equipo en primera. El 14 de abril del mismo año, Reinaldo Merlo renuncia a la dirección técnica del club por problemas con algunos jugadores del plantel, en especial con Ezequiel González, quien no apoyaba su esquema de juego. Dejó a Rosario Central después de dirigir 5 partidos, ganando 3, empatando 1, y perdiendo 1.
El 5 de julio de 2010 es contratado nuevamente por Rosario Central luego de que se supo el resultado de las elecciones en ese club. La lista ganadora (Raza Canalla) decidió que Mostaza sería el entrenador indicado para llevar a Rosario Central nuevamente a la Primera División de Argentina. La floja campaña (de 12 partidos, ganó 4, empató 4 y perdió 4) y el bajo nivel de juego demostrado por el equipo, lo obliga a renunciar el 24 de octubre de 2010.
El 13 de febrero de 2013, Reinaldo Merlo, se convirtió en el nuevo director técnico de Douglas Haig de Pergamino, con la difícil misión de mantenerlo en la Primera B Nacional. Mostaza llegó acompañado por su amigo René Daulte como ayudante de campo, este cuerpo técnico reemplazó a Darío Tempesta, quien dejó su cargo a causa de los malos resultados que tenían al equipo en zona de descenso. Merlo realizó una gran campaña y dejó al rojinegro en la Primera B Nacional. A la siguiente temporada dirigió al equipo durante las primeras 7 fechas pero renunció a su cargo aduciendo sentirse "cansado en el prepucio". Posteriormente se hizo cargo del plantel de Aldosivi, pero dejó su cargo a los tres días de haber asumido por problemas familiares.
El día jueves 10 de octubre, Reinaldo Merlo se convirtió en el nuevo entrenador de Racing. Allí empezó con una campaña muy buena en el campeonato de verano ganando todos los partidos, al empezar el torneo racing le ganó 3 a 0 a Colón dejando a sus hinchas una gran satifaccion. Pero después de ese partido tuvo varios sin ganar hasta que dos fechas antes de finalizar el torneo renunció dejando al club sin director técnico.
El 13 de noviembre de 2014, se convierte en nuevo DT de Colón, donde consigue la Primera B Nacional luego de 13 años sin títulos.

## Clubes

### Como entrenador
| Equipo                                                               | País      | Período                  |
| -------------------------------------------------------------------- | --------- | ------------------------ |
| Los Andes                                                            | Argentina | 1987                     |
| River Plate en dupla con Norberto Osvaldo Alonso                     | Argentina | 1989 (Segundo Semestre). |
| Selección de fútbol sub-20 y Selección de fútbol sub-17 de Argentina | Argentina | 1990-1993                |
| Club Bolívar                                                         | Bolivia   | 1995                     |
| Atletico Nacional                                                    | Colombia  | 1996                     |
| Chacarita Juniors                                                    | Argentina | 1997                     |
| Deportes Temuco                                                      | Chile     | 1998                     |
| Atlético Nacional                                                    | Colombia  | 1999                     |
| Belgrano                                                             | Argentina | 2000                     |
| Racing Club                                                          | Argentina | 2001-2003                |
| Estudiantes                                                          | Argentina | 2004                     |
| River Plate                                                          | Argentina | 2005                     |
| Racing Club                                                          | Argentina | 2006-2007                |
| Barcelona                                                            | Ecuador   | 2008                     |
| Rosario Central                                                      | Argentina | 2009                     |
| Rosario Central                                                      | Argentina | 2010                     |
| C. Necaxa                                                            | México    | 2010-2012                |
| Douglas Haig                                                         | Argentina | 2012-2013                |
| Racing Club                                                          | Argentina | 2013-2014                |
| Colón                                                                | Argentina | 2014-2015                |
| Fuerza Amarilla                                                      | Ecuador   | 2017                     |
| Racing de Córdoba                                                    | Argentina | 2018-2019                |
| Defensores Unidos                                                    | Argentina | 2021-2022                |

## Estadísticas

### Como jugador
Datos actualizados al fin de la carrera deportiva.
| River Plate Argentina                                                                  |               |     |   |    |   |     |    |
| 1.ª                                                                                    | N-1969        | 16  | 1 | -  | - | 16  | 1  |
| 1.ª                                                                                    | M-1970        | 12  | 0 | 9  | 1 | 21  | 1  |
| 1.ª                                                                                    | N-1970        | 15  | 0 | -  | - | 15  | 0  |
| 1.ª                                                                                    | M-1971        | 6   | 0 | -  | - | 6   | 0  |
| 1.ª                                                                                    | N-1971        | 14  | 0 | -  | - | 14  | 0  |
| 1.ª                                                                                    | M-1972        | 29  | 0 | -  | - | 29  | 0  |
| 1.ª                                                                                    | N-1972        | 2   | 0 | -  | - | 2   | 0  |
| 1.ª                                                                                    | M-1973        | 23  | 0 | 6  | 0 | 29  | 0  |
| 1.ª                                                                                    | N-1973        | 18  | 1 | -  | - | 18  | 1  |
| 1.ª                                                                                    | M-1974        | 7   | 1 | -  | - | 24  | 2  |
| 1.ª                                                                                    | N-1974        | 6   | 0 | -  | - | 6   | 0  |
| 1.ª                                                                                    | M-1975        | 27  | 0 | -  | - | 27  | 0  |
| 1.ª                                                                                    | N-1975        | 22  | 1 | -  | - | 22  | 1  |
| 1.ª                                                                                    | M-1976        | 23  | 1 | 12 | 1 | 35  | 2  |
| 1.ª                                                                                    | N-1976        | 20  | 0 | -  | - | 20  | 0  |
| 1.ª                                                                                    | M-1977        | 34  | 0 | 5  | 0 | 39  | 0  |
| 1.ª                                                                                    | N-1977        | 7   | 0 | -  | - | 7   | 0  |
| 1.ª                                                                                    | M-1978        | 13  | 1 | 11 | 0 | 24  | 1  |
| 1.ª                                                                                    | N-1978        | 14  | 1 | -  | - | 14  | 1  |
| 1.ª                                                                                    | M-1979        | 18  | 0 | -  | - | 18  | 0  |
| 1.ª                                                                                    | N-1979        | 19  | 0 | -  | - | 19  | 0  |
| 1.ª                                                                                    | M-1980        | 31  | 0 | 5  | - | 36  | 0  |
| 1.ª                                                                                    | N-1980        | 14  | 0 | -  | - | 14  | 0  |
| 1.ª                                                                                    | M-1981        | 26  | 1 | 6  | 0 | 32  | 1  |
| 1.ª                                                                                    | N-1981        | 12  | 0 | -  | - | 12  | 0  |
| 1.ª                                                                                    | N-1982        | 9   | 0 | -  | - | 9   | 0  |
| 1.ª                                                                                    | M-1982        | 25  | 0 | 9  | 0 | 34  | 0  |
| 1.ª                                                                                    | N-1983        | 9   | 0 | -  | - | 9   | 0  |
| 1.ª                                                                                    | M-1983        | 15  | 1 | -  | - | 15  | 1  |
| 1.ª                                                                                    | N-1984        | 4   | 0 | -  | - | 4   | 0  |
| 1.ª                                                                                    | M-1983        | 10  | 0 | -  | - | 10  | 0  |
| Total carrera                                                                          | Total carrera | 500 | 9 | 63 | 2 | 563 | 11 |
| (1) Incluye datos de la Copa Libertadores. (2) No incluye goles en partidos amistosos. |               |     |   |    |   |     |    |

#### Selección
| Selección | Año  | Amistosos | Amistosos |
| Selección | Año  | PJ        | G         |
| --------- | ---- | --------- | --------- |
| Argentina | 1972 | 3         | 0         |

#### Resumen estadístico
|                        | Partidos | Goles | Promedio |
| ---------------------- | -------- | ----- | -------- |
| Liga                   | 500      | 9     | 0,01     |
| Copas nacionales       | 0        | 0     | 0,00     |
| Copa Internacionales   | 63       | 2     | 0,03     |
| Selección de Argentina | 3        | 0     | 0,00     |
| TOTAL                  | 566      | 11    | 0,01     |

### Como entrenador
| Equipo                     | País                | Período                           | Pts | PJ  | PG  | PE  | PP  | GF  | GC  | Dif | Efect  |
| -------------------------- | ------------------- | --------------------------------- | --- | --- | --- | --- | --- | --- | --- | --- | ------ |
| Los Andes                  | Argentina           | 1986-1987                         | 20  | 15  | 5   | 5   | 5   | 13  | 12  | +1  | 44.44% |
| River Plate                | Argentina           | 1989-2005                         | 22  | 16  | 6   | 4   | 6   | 26  | 17  | +9  | 45.83% |
| Selección Argentina Sub-20 | Argentina           | 1990-1994                         | 13  | 10  | 3   | 4   | 3   | 14  | 16  | -2  | 43.33% |
| Club Bolívar               | Bolivia             | 1995                              | 7   | 10  | 1   | 4   | 5   | 9   | 19  | -10 | 23.33% |
| Chacarita Juniors          | Argentina           | 1997                              | 12  | 12  | 3   | 3   | 6   | 8   | 10  | -2  | 33.33% |
| Deportes Temuco            | Chile               | 1998                              | 12  | 11  | 3   | 4   | 4   | 10  | 14  | -4  | 36.36% |
| Atlético Nacional          | Colombia            | 1999                              | 34  | 22  | 10  | 4   | 8   | 27  | 17  | +10 | 18.18% |
| Belgrano                   | Argentina           | 2000                              | 24  | 22  | 5   | 9   | 8   | 29  | 33  | -4  | 36.36% |
| Estudiantes                | Argentina           | 2004-2005                         | 61  | 38  | 15  | 16  | 7   | 50  | 37  | +13 | 53.51% |
| Barcelona                  | Ecuador             | 2008                              | 41  | 23  | 11  | 8   | 4   | 28  | 17  | +11 | 59.42% |
| Rosario Central            | Argentina           | 2010                              | 26  | 17  | 7   | 5   | 5   | 21  | 14  | +7  | 50.98% |
| Douglas Haig               | Argentina           | 2012 - 2013                       | 41  | 25  | 10  | 11  | 4   | 22  | 16  | +6  | 54.67% |
| Racing Club                | Argentina           | 2001-2003 / 2006-2007 y 2013-2014 | 156 | 102 | 42  | 30  | 30  | 125 | 105 | +20 | 50.98% |
| Colón                      | Argentina           | 2014-2015                         | 7   | 5   | 2   | 1   | 2   | 4   | 3   | +1  | 46.67% |
| Fuerza Amarilla            | Ecuador             | 2017                              | 4   | 7   | 1   | 1   | 5   | 5   | 10  | -5  | 19.05% |
| Racing de Córdoba          | Argentina           | 2018-2019                         | 11  | 9   | 3   | 2   | 4   | 8   | 7   | +1  | 40.74% |
| Defensores Unidos          | Argentina           | 2021-2022                         | 20  | 14  | 5   | 5   | 4   | 18  | 16  | +2  | 47.62% |
| Total en su carrera        | Total en su carrera | Total en su carrera               | 533 | 354 | 140 | 113 | 101 | 411 | 344 | +67 | 50.19% |

También dirigió la selección argentina juvenil sub-17 entre los años 1990 y 1993 jugando los Campeonato Sudamericanos de dicha especialidad en Paraguay en 1991 y en Colombia en 1993 clasificándose a los mundiales de dicha categoría: Italia 1991 y Japón 1993. 

## Palmarés

### Como jugador

#### Títulos nacionales
| Título                             | Equipo      | País      | Año    |
| ---------------------------------- | ----------- | --------- | ------ |
| Campeonato de Primera División     | River Plate | Argentina | M-1975 |
| Campeonato de Primera División (2) | River Plate | Argentina | N-1975 |
| Campeonato de Primera División (3) | River Plate | Argentina | M-1977 |
| Campeonato de Primera División (4) | River Plate | Argentina | M-1979 |
| Campeonato de Primera División (5) | River Plate | Argentina | N-1979 |
| Campeonato de Primera División (6) | River Plate | Argentina | M-1980 |
| Campeonato de Primera División (7) | River Plate | Argentina | N-1981 |

### Como asistente técnico

#### Campeonatos internacionales
| Título                          | Equipo                 | Sede          | Año  |
| ------------------------------- | ---------------------- | ------------- | ---- |
| Copa América                    | Selección de Argentina | Chile         | 1991 |
| Copa FIFA Confederaciones       | Selección de Argentina | Riad          | 1992 |
| Copa de Campeones Conmebol-UEFA | Selección de Argentina | Mar del Plata | 1993 |
| Copa América (2)                | Selección de Argentina | Ecuador       | 1993 |

### Como entrenador

#### Títulos nacionales
| Título                             | Equipo      | País      | Año     |
| ---------------------------------- | ----------- | --------- | ------- |
| Campeonato de Primera División     | River Plate | Argentina | 1989-90 |
| Campeonato de Primera División (2) | Racing Club | Argentina | A-2001  |

#### Ascensos
| Título                     | Equipo | País      | Año  |
| -------------------------- | ------ | --------- | ---- |
| Ascenso a Primera División | Colón  | Argentina | 2014 |

| Predecesor: César Luis Menotti Leonardo Astrada | Entrenadores del Club Atlético River Plate 1989 2005 - 2006 | Sucesor: Daniel Passarella |